# Mareike Omlor
Mareike Omlor (* 21. September 1994 in Hanau) ist eine deutsche Squashspielerin.

## Karriere und Erfolge
Mareike Omlor fing mit Squash beim 1. SC Kempten an. In der Saison 2012/13 spielte sie dort in der Bayernliga und gewann etwa 63 Prozent ihrer Matches. Schon 2013 konnte sie die Deutsche U19-Jugendmeisterschaft im Einzel für sich entscheiden. Im selben Jahr reiste sie mit dem deutschen U19-Team zur Team-WM nach Breslau in Polen, wo die Mannschaft den 15. Platz belegte. Später spielte sie auch für den SC Yellow Dot Maintal und den TSV Scharnhausen. 2023 gewann sie die Airport Xmas Open in Berlin. Sie erreichte 2024 das Halbfinale der deutschen Meisterschaft.
Omlor debütierte 2017 bei den Europameisterschaften 2017 für die deutsche Nationalmannschaft. Sie bestritt eine Partie, die sie verlor. Außerdem gehörte sie bei den Europameisterschaften 2023 und 2024 zum Aufgebot. 2024 war sie als mögliche Nachrückerin bei der Weltmeisterschaft in Hongkong vorgesehen.

## Privates
Omlor absolvierte ein Studium der Fitnessökonomie an der Deutsche Hochschule für Prävention und Gesundheitsmanagement (DHfPG) und schloss 2021 mit dem Master of Arts in Prävention und Gesundheitsmanagement ab. Ihr Bruder Yannik Omlor ist professioneller Squashspieler.

## Erfolge
- Deutsche U19-Meisterin: 2013